# Mramorak
Mramorak (en serbe cyrillique : Мраморак) est une localité de Serbie située dans la province autonome de Voïvodine. Elle fait partie de la municipalité de Kovin dans le district du Banat méridional. Au recensement de 2011, elle comptait 2 689 habitants.
Mramorak est officiellement classé parmi les villages de Serbie.

## Histoire
Dès le XIVe siècle et ce jusqu'en 1918, ce village ne va cesser de changer de mains. D'abord occupé par les Ottomans, il va être sous influence austro-hongroise, allemande, hongroise.
Avec de forts apports de main d’œuvre allemande (originaire souvent de la Sarre), il va connaître une arrivée massive de ressortissants hongrois et roumains qui auront, outre une activité agricole, une activité de garde-frontière. Nombre de ressortissants allemands vont être poussés à l'exil dès les années 1870-80, notamment vers les USA où l'on retrouve leurs descendants en Ohio et à Washington DC.
Parmi ces migrants, on peut citer Jacob Harich (1920-1996), scientifique américain ayant découvert les propriétés aseptisantes du pépin de pamplemousse.

## Démographie

### Évolution historique de la population
| 1948  | 1953  | 1961  | 1971  | 1981  | 1991  | 2002  | 2011  |
| ----- | ----- | ----- | ----- | ----- | ----- | ----- | ----- |
| 4 939 | 5 204 | 5 113 | 4 411 | 3 888 | 3 597 | 3 145 | 2 689 |

|  |